# بطارية رئيسية

رسم توضيحي لمقطع من برج مدفع مارك 7 من عيار 16 "/ 50"،

البطارية الرئيسية مجموعة مدافع من نفس العيار مركبة على سفينة وتكون هي السلاح الأساسي أو مجموعة الأسلحة التي تم تصميم سفينة حربية حولها. على هذا النحو، كانت البطارية الرئيسية تاريخياً عبارة عن مدفع واحد أو مجموعة مدافع، كما هو الحال في المدافع على متن السفن الخطية. في وقت لاحق، أصبحت مجموعة المدافع البحرية ذات العيار الكبير متماثلة. مع تطور التكنولوجيا، أصبح المصطلح يشمل الصواريخ الموجهة كسلاح هجومي رئيسي للسفينة، تم نشره على السفن السطحية والغواصات.
تضم البطارية الرئيسية أجزاء أخرى مثل مخازن الذخيرة ومكافحة الحرائق غير الأسلحة التي تضمها. 

## وصف
كانت البطارية الرئيسية هي المجموعة الرئيسية من الأسلحة التي صممت حولها السفينة، وعادة ما تكون تسليحها ثقيلا أي مسلحة بمدافع ذات عيارات كبيرة. مع دخول المدفعية البحرية أبراج المدفعية الدوارة لاحقا، أصبحت البطارية الرئيسية هي المجموعة الرئيسية التي تضم أثقل المدافع، بصرف النظر عن عدد الأبراج التي تم وضعها فيها. وبما أن الصواريخ قامت باستبدال المدافع فوق المياه وتحتها، أصبحت مجموعتها الأساسية البطارية الرئيسية لسفينة.
بين عصر الشراع ومدافعه وسفن دريدنوت الحربية الكبيرة، كانت هذه الفترة تفتقر إلى التوحيد، حيث سلحت السفن الحربية بجموعة متنوعة من المدافع البحرية بعيارات مختلفة وانتشرت بشكل فوضوي في جميع انحاء السفن. قامت سفن دريدنوت بحل هذه المشلكة وجمع جميع المدافع ذات العيارات الكبيرة في بطارية رئيسية، مدعومة ببطاريات ثانوية دفاعية من المدافع الأصغر من نفس العيار، معززًا ببطارية ثالثة السفن الحربية الكبيرة مثل البوارج والطرادات. زادت أهمية التفوق الجوي في وقت مبكر من الحرب العالمية الثانية، فقد تراجعت أهمية القوة النارية للمدافع -المثبة على جوانب السفن- كأداة قتال رئيسية. ضمت البطاريات المضادة للطائرات عشرات الأسلحة السريعة ذات العيار الصغير لتحل محل الأسلحة الكبيرة حتى في السفن الحربية الكبيرة المخصصة لحماية فرق المهام السريعة المنقولة. في البحر، أصبحت السفن مثل المدمرات الصغيرة السريعة المخصصة لحماية القوافل، والتي تعد ضرورية لنقل المخزون الهائل من المواد اللازمة للحرب البرية، ولا سيما في المسرح الأوروبي، تعتمد بدرجة أكبر على قنابل الأعماق.
أسقطت المصطلحات بطارية رئيسية وبطارية ثانوية حيث تم تصميم السفن لحمل صواريخ أرض جو وصواريخ مضادة للسفن ذات رؤوس حربية أكبر وأثقل من مدافعها. غالبًا ما تشير هذه السفن إلى مدافعها المتبقية باعتبارها مجرد بطارية مدفعية وإلى الصواريخ ببطارية صواريخ. قد تشير السفن التي تحتوي على أكثر من نوع واحد من الصواريخ إلى البطاريات باسم الصاروخ. كان لدى USS Chicago بطارية تالوس وبطارية تارتار .

## أمثلة
حملت البارجة الألمانية بسمارك، بطارية رئيسية من ثمانية مدافع من عيار 15 بوصة (380 مم)، بالإضافة إلى بطارية ثانوية من اثني عشر مدفع من عيار 5.9 بوصة (150 مم) للدفاع ضد المدمرات وقوارب الطوربيد، وبطارية مضادة للطائرات من مدافع مختلفة العيارات تتراوح من عيار من 4.1 بوصة (105 مم) إلى 20 مم.

رسم بياني متحرك لتسليط الضوء على البطارية الرئيسية (الحمراء) و(الأزرق) البطاريات الثانوية من البارجة.

استخدمت العديد من السفن اللاحقة خلال الحرب العالمية الثانية مدافع ثنائية الغرض لدمج البطارية الثانوية والمدافع الأثقل للبطارية المضادة للطائرات لزيادة المرونة والاقتصاد. كان لدى USS Washington بطارية رئيسية من تسعة مدافع من عيار 16 بوصة (410 مـم) مرتبة في ثلاثة أبراج، اثنان في الأمام وواحد في الخلف. كانت البطارية الثانوية مدافع مزدوجة الغرض من عيار 5 بوصة، مما سمح باستخدامها ضد السفن والطائرات الأخرى. تتألف بطارية مضادة للطائرات من مدفع بوفورز 40 ملم الخفيف وOerlikon من عيار 20 ملم.